# Тома, Матиас
Матиас Тома Перес (исп. Matías Toma Pérez; родился 14 февраля 1995 года, Монтевидео, Уругвай) — уругвайский футболист, защитник «Ливерпуль».

## Клубная карьера
Тома — воспитанник столичного клуба «Ливерпуль». 13 сентября 2014 года в матче против «Торке» он дебютировал в уругвайской Сегунде. 7 декабря в поединке против «Мирамар Мисьонес» Матиас забил свой первый гол за «Ливерпуль». Летом 2015 года Тома на правах аренды перешёл в «Мирамар Мисьонес». 24 октября в матче против «Уракан Бусео» он дебютировал за новую команду. После окончания аренды Тома вернулся в «Ливерпуль». 14 мая 2017 года в матче против «Пласа Колония» он дебютировал в уругвайской Примере.

## Международная карьера
В начале 2015 года Тома в составе молодёжной сборной Уругвая стал бронзовым призёром домашнего молодёжном чемпионате Южной Америки. На турнире он сыграл в матче против команды Венесуэлы.

## Достижения
Международные
 Уругвай (до 20)
- Молодёжного чемпионата Южной Америки (1): 2015